# Le Rime
Le Rime sono una raccolta di poesie di Dante Alighieri, legate alle varie esperienze esistenziali e stilistiche del poeta, scritte nel corso di una ventina d’anni e non raccolte nella Vita nuova e nel Convivio.
Non si tratta di un canzoniere organico, costruito dal poeta secondo un disegno complessivo, ma di una serie di componimenti eterogenei, raccolti e ordinati in un'unica silloge dai critici moderni. Tale raccolta riunisce parte del complesso della produzione lirica dantesca, dalle poesie giovanili sino a quelle dell'età matura.

## Categorizzazione
Gli editori hanno suddiviso le poesie in sette sezioni tra loro omogenee:
1. Le Rime giovanili e stilnovistiche (scritte nello stesso periodo della Vita nova);
2. La Tenzone con Dante da Maiano (scritte nel periodo giovanile di Dante)
3. La Tenzone con Forese Donati (scritte probabilmente tra il 1293 e il 1296);
4. La Tenzone con Cino da Pistoia (scritte intorno al 1301)
5. Le Rime petrose (scritte probabilmente tra il 1296 e il1301);
6. Le Canzoni dottrinali e allegoriche (scritte all’inizio dell’esilio);
7. Le Rime politiche dell’esilio (scritte nei primi anni dell’esilio).

### Ordinamento di Michele Barbi (1921)
L'ordinamento di tutta la lirica dantesca proposto da Michele Barbi nella sua edizione (1921) segue una categorizzazione tematico-formale:
1. Liriche della Vita Nuova;
2. Liriche del tempo della Vita Nuova;
3. Tenzone con Forese Donati, in cui i due amici, nei modi della lirica "comico-realistica", si scambiano ingiurie;
4. Altre Tenzoni (con Cino da Pistoia e con Dante da Maiano)
5. Rime allegoriche e dottrinali, comprese le canzoni del Convivio;
6. Rime per la cosiddetta pargoletta, scesa dal cielo per mostrare la sua bellezza e restia all'innamoramento, a causa della sua giovanezza scontrosa;
7. Rime "petrose", ossia dedicate a una donna indicata come Pietra, per la sua insensibilità e il suo rifiuto dell'amore;
8. Rime varie del tempo dell'esilio (più elevata e più nota, fra tutte, è "Tre donne intorno al cor mi son venute").

### "Cronologia ideale" di Gianfranco Contini (1939)
Rispetto all'edizione Barbi, che suddivideva le rime in sezioni tematiche, il corpus stabilito da Gianfranco Contini cerca nella misura del possibile di rispettare l'ordine cronologico, secondo criteri di "sottrazione" e negazione, che in parte correggono le ragioni generiche e "inclusive" di Barbi. L'edizione di Contini (1939) raccoglie infatti solo le rime "estravaganti", cioè quelle esterne alla Vita Nova e al Convivio, e incorpora in una sezione a parte tutte quelle liriche considerate "dubbie". Ne deriva un corpus apparentemente disorganico, che però trova risposta nella costante tensione sperimentale di Dante poeta. Secondo Contini, l'evoluzione tecnica di Dante è costantemente associata alla sua evoluzione spirituale: la discontinuità stilistica riflette un "processo di inquietudine permanente" che costituisce la vera linea unitaria delle Rime. A partire giustamente dal processo sperimentale di Dante è possibile, tuttavia, ipotizzare per il corpus una cartografia dinamica per nuclei stilistici e ideologici.

## Contenuto

### Rime giovanili e stilnovistiche
Le rime giovanili comprendono componimenti che riflettono le varie tendenze della lirica cortese del tempo.
1. Fase guittoniana, quella dello scambio di sonetti con Dante da Maiano, in cui si discutono le ragioni di Amore. Si tratta della primissima fase di apprendimento poetico di Dante, guittoniana per il tecnicismo, per l'uso di rime equivoche e difficili (in -oco o -aggio, ad esempio), topoi specifici della casistica provenzale (la camicia, la ghirlanda, ad esempio) e un linguaggio particolarmente ricco di provenzalismi (bieltate, certanamente, riccore etc.), anche se non mancano alcuni toni già stilnovistici.
2. Fase guinizzelliana con i motivi tipicamente stilnovistici della donna salvifica, della potenza miracolosa dello sguardo di lei.
3. Fase cavalcantiana, quella dell'amore doloroso e paralizzante. Tra le rime di questa fase ricordiamo la canzone 20 (E' m'incresce di me sì duramente) la canzone 21 (Lo doloroso amor che mi conduce), in cui l'Amore diventa motivo di pena e di morte, e il sonetto 25 (Un dì si venne a me Malinconia), che preannuncia attraverso la prosopopea della Malinconia e di Amore vestito di nero, la morte della donna amata: tutte escluse dalla Vita Nova probabilmente perché questo carattere mortifero dell'amore era incompatibile con le qualità luminose e salutifere della esperienza amorosa, che con quest'opera Dante vuole rendere assoluta e paradigmatica.

Tra questo gruppo di testi Dante aveva già raccolto quelli che dovevano entrare a far parte della Vita nuova, opera incentrata sulla figura di Beatrice, che infatti non rientrano nella raccolta delle Rime.

### Tenzone con Dante da Maiano
Scritte durante il periodo giovanile di Dante, infatti la tenzone inizia con un sonetto da parte di Dante da Maiano che rivolgendosi ad una serie di poeti commenta il primo sonetto della Vita Nova di Dante

### Tenzone con Forese Donati
Scritte probabilmente tra il 1293 e il 1296, si tratta di uno scambio di invettive ironiche in una sfida poetica con il suo caro amico, nonché cugino di terzo grado di Gemma.

### Tenzone con Cino da Pistoia
Scritte a cavallo tra il periodo antecedente e successivo dell'esilio, la tenzone contiene scambi di alcuni consigli e giudizi amorosi tra i due poeti. Grazie a questi sonetti riusciamo a delineare la figura di Cino da Pistoia, che ci viene descritta come un "volgibile cor".

### Rime "petrose"
Si tratta di un ciclo di quattro componimenti (43-46 dell'edizione Contini): due canzoni, una sestina e una sestina doppia, che tematizzano l'amore per la donna "Petra" che secondo alcune interpretazioni potrebbe essere un'allegoria della filosofia o una personificazione allegorica. Queste rime che prendono il nome dalla stessa donna (reale o allegorica) a cui sono dedicate si caratterizzano per il nuovo concetto di amore che viene proposto da Dante: infatti i versi si caricano di un amore passionale e carnale in cui si sprigiona una grande forza erotica, molto lontano dall'amore ideale e spirituale che Dante prova per Beatrice. Queste caratteristiche dei versi segnalano un ritorno di Dante al primo provenzalismo trobadorico, a quel "trobar clus" di Arnaut Daniel non riciclato dai guittoniani, a un poetare oscuro, crudo, drammatico che mette in forma la durezza e la crudeltà dell'amore di "Pietra".
L'asprezza di questa parola poetica, la difficoltà a verbalizzare, seppur liricamente, la realtà tale che si presenta nelle Petrose (cupamente invernale, inorganica, deserta) anticiperebbe alcune atmosfere visive e stilistiche dell'Inferno. 
Per quanto riguarda una possibile datazione delle Petrose, la perifrasi astrologica che si articola nella fronte della prima stanza della canzone 43 segnalerebbe il dicembre 1296.
In un intervento al Congresso Dantesco Internazionale di Ravenna AlmaDante23 è stata avanzata l'ipotesi interpretativa che la cosiddetta 'petrosità' dantesca sia _in stretta relazione_ con la situazione astronomica delle _disgiunzioni tra i pianeti Giove e Saturno_ (quando cioè i due pianeti si trovano eliocentricamente a 180° uno dall'altro e ripetutamente con angolatura 160°-180° visti da Terra): situazione questa che nella vita di Dante adulto si verificò una prima volta tra il gennaio 1295 e la fine di dicembre 1296 ed una seconda volta tra l'agosto 1314 e la fine aprile 1316 (seconda 'petrosità' dantesca). Nella stessa occasione è stato sostenuto con varie motivazioni che la 'petrosa' sestina Al poco giorno ed al gran cerchio d'ombra (Barbi CI, Contini 44, De Robertis7, Giunta 41), diversamente dalle altre 'petrose', è databile molto probabilmente al periodo della seconda 'petrosità' dantesca, quindi al 1315-1316.

### Canzoni allegoriche e dottrinali
Dopo la morte di Beatrice nel 1290 e la composizione della "Vita Nuova", nei temi della poesia di Dante ha luogo una svolta.
Nel Convivio, Dante racconta come fosse sorta in lui una passione ardente per la filosofia, identificata allegoricamente con la donna gentile che aveva consolato il suo dolore. Da questo nuovo amore nascono alcune canzoni in cui perdura lo stile dolce della fase precedente ma si afferma un'impostazione esclusivamente allegorica, per cui, sotto l'immagine della donna di cui il poeta canta l'amore, si cela in realtà un'astrazione. Dante assume uno stile elevato e curato, una poetica «aspra e sottile». Le poesie sono dedicate alla leggiadria, alla potenza nobilitante dell'amore, all'amore per la sapienza e alla liberalità d’animo. La canzone 30 (detta della Leggiadria), la 47 (della Giustizia) e la 49 (della Liberalità) erano probabilmente destinate all'inclusione nei capitoli del Convivio che non furono mai scritti.

### Rime politiche dell'esilio
Qui Dante si fa cantor rectitudinis, lamentando la mancanza di virtù e moralità nel mondo che ha causato il suo ingiusto esilio: egli si proclama «exul immeritus», esule senza colpa. In queste liriche il poeta si dedica ai temi politici e civili. Nella canzone Doglia mi reca (forse anch’essa destinata al Convivio) egli critica in tono apocalittico l’avarizia e il culto del denaro della borghesia emergente.

## Edizioni
- Dante Alighieri, Le rime, a cura di E. Moore, Oxford, Stamperia dell'Università, 1894.
- Dante Alighieri, Rime, Introduzione e commento di Gianfranco Contini, Nuova raccolta di classici italiani annotati n.1, Torino, Einaudi, 1939, SBN RAV0232505. - II ed. riveduta e accresciuta, Einaudi, 1946, riproduzione in facsimile 1965; Collana NUE n.64, Einaudi, 1965-1993; Con un saggio di Maurizio Perugi, Collana Einaudi Tascabili n.256, Einaudi, 1995; Collana ET Classici, Einaudi, 2007, 2021, ISBN 978-88-062-5029-4.